# 미미미누
미미미누(본명: 김민우, 1995년 8월 22일 ~ )는 대한민국의 인터넷 방송인이다.

## 경력
2014학년도 대학수학능력시험부터 2018학년도 대학수학능력시험까지 총 5번의 수능을 치르고 고려대학교에 입학했다.
2018년 11월, 고려대학교 도서관(CCL)에서 진행한 유튜브 경진대회 'Show Me Your Creative 2'에서 1등을 차지했다. 이에 힘입어 그 해 12월, 유튜브를 시작했다.
2018년 12월 29일, 첫 영상으로 '수능 썩은물 미누의 19수능 영어 영역 33번 해설강의' 제목의 인터넷 강의 강사 성대모사 영상을 게시했다.
2020년 2월, 드라마 미생에서 착안한 직장 체험 콘텐츠 '미미미생'을 게시했다.
2020년 7월, 온라인 플랫폼 ZOOM을 이용한 비대면 독서실 '줌 독서실' 콘텐츠를 게시했다.
2021년 11월, 텔레비전 프로그램 장사의 신에서 착안한 N수생 생활 밀착 다큐멘터리, 'N수의 신' 콘텐츠를 게시했다.
2022년 8월 5일, 대한민국 과학기술정보통신부가 주최한 '1인 미디어 대전'에 참가하여 '크리에이터 갓 탤런트' 프로그램을 진행했다.
2022년 10월, '길거리 수학 챌린지'를 게시했다.
2023년 1월, 2024학년도 대학수학능력시험을 응시할 n수생을 지원하는 장기 콘텐츠 '헬스터디'를 게시했다. 과거에는 '썰국열차', '줌 맞짱토론', '시청자 훈수' 등의 콘텐츠를 진행했었다.
2023년 8월, 인터넷 강의 강사 이규철, 정승제와 함께 2024학년도 대학수학능력시험 응원 곡을 발매했다.
2024년 6월, 채널A의 프로그램, 성적을 부탁해 티처스에 고정 출연자로 합류했다.

## 학력
- 2008년 서울아주초등학교 졸업
- 2011년 아주중학교 졸업
- 2014년 한국외국어대학교부속용인외국어고등학교 졸업
- 2023년 고려대학교 행정학과 졸업 (행정학사)

## 방송

### 텔레비전 프로그램
- 2021학년도 대학수학능력시험 가림막 관련 (2020)
  - 《모닝와이드》, SBS
  - 《JTBC 뉴스룸》, JTBC
  - 《뉴스리뷰》, 연합뉴스TV
  - 《뉴스A》, 채널A
  - 《KBS 뉴스 9》, KBS 1TV
  - 《MBC 뉴스데스크》, MBC
- 2023학년도 대학수학능력시험 관련 (2022)
  - 《더 뉴스》, YTN[4]
- 《성적을 부탁해 티쳐스》, 채널A, 고정 출연[5]
- 《성적을 부탁해 티쳐스 2》, 채널A, 고정 출연
- 《교환왔수다》, TV CHOSUN, 고정 출연
- 《과몰입클럽 내멋대로》, TV CHOSUN, 고정 출연

### 기타
- 《플로리다 프로젝트》, 플로, 고정 출연 (라디오)[6]
- 《미미미누의 정치윗미》, 플로, 고정 출연 (라디오)[7]
- 《소년탐정 김지웅》, 유튜브, 게스트 (웹예능)
- 《워크맨》, 유튜브, 게스트 (웹예능)
- 《재친구》, 유튜브, 게스트 (웹예능)
- 《달려라 석진》, 게스트 (웹예능)
- 《감별사》, 게스트 (웹예능)
- 《집대성》, 게스트 (웹예능)
- 《라면꼰대 시즌5》, 게스트 (웹예능)

## 음반
| 종류        | 음반 정보                                                                                            | 트랙 리스트                                                |
| ----------- | --- | ---------------------------------------------------------- |
| 디지털 싱글 | 《미미미누 수능 응원송 프로젝트 2022》 - 발매일 : 2022년 8월 9일 - 레이블 : 처리 (Churry) & 미미미누 | - 1. 가보자고 (feat. 채현, 다원, 진용, 영준, 지웅(노랑곰)) |
| 디지털 싱글 | 《미미미누 수능 응원송 프로젝트 2023》 - 발매일 : 2023년 8월 8일 - 레이블 : 처리 (Churry) & 미미미누 | - 1. 요즘 많이 힘들지 (Feat. 정승제)                       |

## 수상
- 2018년 : 고려대학교 도서관(CCL) Show Me Your Creative 2 1위
- 2025년 제1회 디 어워즈 디 어워즈 임팩트상